# Magnus II de Norvège
Pour les articles homonymes, voir Magnus II.
Magnus II de Norvège Haraldsson (vers 1048- 27/28 avril 1069) roi de Norvège de 1066 à 1069.

## Règne
Magnus II est le fils aîné de Harald III de Norvège. Il est identifié avec le « fils du roi de Norvège » évoqué par les chroniques d'Irlande  qui utilise vers 1057/1058 les troupes de Dublin alors sous le contrôle de Diarmait mac Mail na mBo roi de Leinster et des Hébrides pour tenter d'intervenir en Angleterre afin d'appuyer le Comte de Mercie Ælfgar qui avait été banni. Les Annales Cambriae précisent par ailleurs que « Magnus fils d'Harald » est aidé dans son entreprise par Gruffydd « roi des Bretons ».
Après la mort de son père, il règne seul le premier hiver, puis conjointement avec Olaf, son frère pendant deux hivers. Magnus II se réserve la partie septentrionale du pays et Olaf III de Norvège l'orientale. Le roi Sven II de Danemark tente de reprendre la guerre contre la Norvège et les deux royaumes procèdent à une levée générales d'hommes. Des émissaires s'entremettent et la paix est rétablie.
Selon la Saga consacrée à son père Magnus II, il est atteint d'ergotisme, reste alité quelque temps et meurt dès le 27 ou 28 avril 1069 à Trondheim où il est inhumé.

## Postérité
Magnus II laisse un fils Håkon Magnusson surnommé « Thoresfostre » car il fut élevé dans le contexte du fosterage par Thorir de Steig.

### Sources
- (no) Claus Krag, « Magnus 2 Haraldsson », sur Norsk biografisk leksikon, consulté le 5 octobre 2013.
- Snorri Sturluson La saga de Harald l'impitoyable, XIIIe siècle, traduite et présentée par Régis Boyer, Payot, 1979.
- Heimskringla Snorri Sturluson.
  - (en) Sagas of the Norse Kings Everyman's Library, Livre XI « Olaf the Quiet » p. 242-249.